# Воротников, Валерий Павлович
Вале́рий Па́влович Воротнико́в (род. 26 ноября 1945, Воротниково, Курганская область) — депутат Государственной Думы второго (от КПРФ) и третьего созывов (фракция «Народный депутат»). Начальник Управления КГБ СССР по Красноярскому краю (1985—1988), генерал-майор КГБ СССР в отставке. Доктор политических наук.

## Биография
Валерий Павлович Воротников родился 26 ноября 1945 года в семье учителя и библиотекарши в деревне Воротниково Воротниковского сельсовета Шатровского района Курганской области, ныне деревня входит в Шатровский муниципальный округ той же области.
Детские годы прошли в Шатровском районе Курганской области. Оканчивал школу в городе Североуральске Свердловской области. Потом работал на оборонном заводе слесарем-сборщиком.
В 1967 году окончил радиотехнический факультет Уральского политехнического института имени С. М. Кирова по специальности «радиоинженер». После окончания обучения был оставлен в исследовательской лаборатории, занимавшейся проблемами использования телевидения в учебных целях. С 1970 года работал в Свердловском обкоме ВЛКСМ заведующим отделом студенческой молодежи, вторым секретарём обкома.
С 1970 года член КПСС.
С 1975 года служил в 5-м управлении КГБ СССР. В 1977 году окончил Высшую школу КГБ им. Ф. Э. Дзержинского. Выполнял специальные задания в Афганистане в период войны в Афганистане.
С 1982 года — начальник городского отдела КГБ в Свердловске-44, руководитель подразделения, замначальника УКГБ. Начальник 5-го отдела УКГБ по Свердловской области.
С 1985 года начальник Управления КГБ по Красноярскому краю, был избран депутатом краевого Совета.
В 1985—1988 годах — член бюро Красноярского краевого комитета КПСС. Делегат XIX всесоюзной конференции КПСС (28 июня — 1 июля 1988 года).
В 1988 году присвоено звание генерал-майор.
С октября 1988 года работал в центральном аппарате Комитета, заместитель начальника управления по защите конституционного строя КГБ:
- Заместитель начальника 5-го Управления КГБ СССР (1988—1989)
- 1-й заместитель начальника Управления «З» КГБ СССР (1989—1991)
- Начальник Управления «З» КГБ СССР (30 января — 25 сентября 1991)
- Член Коллегии КГБ СССР (30 января 1991 — 11 сентября 1991)

В основе работы его подразделения в КГБ было направление по борьбе с терроризмом. Генерал-майор КГБ СССР (1988), после августовского путча 1991 года уволился из КГБ.
С 1991 года — заместитель председателя совета банка «Изумрудный».
С 1992 года — заместитель главы службы безопасности и информации группы «Мост». Создал товарищество «Отечество» по защите национальной безопасности страны, затем переименованное в Агентство экономической безопасности «Взор», и стал генеральным директором агентства.
17 декабря 1995 года избран депутатом Государственной думы II созыва по списку КПРФ, был членом комитета по безопасности.
19 декабря 1999 года избран депутатом Государственной думы III созыва по Серовскому округу № 167, был членом группы «Народный депутат», заместителем председателя комитета по законодательству. 
В 2002 году в Институте социально-политических исследований РАН защитил диссертацию на соискание учёной степени кандидата политических наук по теме «Теневизация политического процесса в Современной России» (специальность 23.00.02 — политические институты, процессы и технологии)
7 декабря 2003 года баллотировался в депутаты Государственной думы  IV созыва от Народной партии Российской Федерации; партия получила 1,18 % голосов и не преодолела 5%-й барьер; так же баллотировался по Серовскому округу № 167, где получил 22197 голосов (9,91 %), депутатом был избран Баков Антон Алексеевич, получивший 80164 голоса (35,79 %).
В 2004—2007 годах — заместитель председателя Народной партии Российской Федерации
В 2005 году в Институте социально-политических исследований РАН защитил диссертацию на соискание учёной степени доктора политических наук по теме «Преодоление теневизации общества: теория и опыт России» (специальность 23.00.02 — политические институты, этнополитическая конфликтология, национальные и политические процессы и технологии). Научный консультант — доктор социологических наук, профессор, член-корреспондент РАН Вячеслав Николаевич Кузнецов. Официальные оппоненты — доктор политических наук Анатолий Васильевич Возжеников, доктор социологических наук Виктор Константинович Левашов и доктор юридических наук Владимир Николаевич Лопатин. Ведущая организация — Российский университет дружбы народов.
4 декабря 2005 года баллотировался в депутаты Московской городской Думы IV созыва от Московского регионального отделения Партии социальной справедливости,партия получила 1,22 % голосов.
Заместитель председателя Центрального совета Всероссийского общественно-политического движения «Духовное наследие».
С 1 ноября 2006 года — советник генерального директора ООО «УГМК-Холдинг».
С 1 декабря 2006 года по ноябрь 2019 года — генеральный директор ООО «Стражи Урала».
2 декабря 2007 года баллотировался в депутаты Государственной думы  V созыва, входил в предвыборную тройку Партии социальной справедливости Алексея Подберёзкина; партия получила 0,22 % голосов и не преодолела 5%-й барьер.

## Награды и звания
- Орден Красной Звезды[10]
- Семь медалей СССР
- Звание «Почётный сотрудник госбезопасности».
- Действительный член Академии социальных наук РАН[2]
- Член-корреспондент Международной академии информатизации.

## Семья
- Отец — Павел Кузьмич Воротников, инвалид Великой Отечественной войны, учитель.
- Мать — Гертруда Павловна, библиотекарь, своих шестерых детей воспитывали в любви к отечеству, литературе.
- Супруга — Алевтина Ивановна, по первой профессии радиоинженер, вместе учились в институте, в одной группе. Работала в оборонной промышленности.
- Дети
  - Старший сын — Владимир, в 1988 году окончил Уральский политехнический институт. Проживает в Москве с женой Наталией и детьми: Владиславом (1994 г.р.), Валерией (2001 г.р.), Варварой (2003 г.р.) и Вероникой (2007 г.р.).
  - Младший сын — Александр, в 1994 году окончил Московский институт инженеров транспорта. Работает в Электротехническом концерне «РУСЭЛПРОМ».